# Долње Трховиште
Долње Трховиште (слч. Dolné Trhovište) насељено је мјесто са административним статусом сеоске општине (слч. obec) у округу Хлоховец, у Трнавском крају, Словачка Република.

## Становништво
| Година:    | 1994. | 2004.   | 2014.   | 2024.    |
| ---------- | ----- | ------- | ------- | -------- |
| Број људи: | 642   | 637     | 651     | 571      |
| Разлика:   |       | -0,77 % | +2,19 % | -12,28 % |

| Година:    | 2023. | 2024.   |
| ---------- | ----- | ------- |
| Број људи: | 584   | 571     |
| Разлика:   |       | -2,22 % |

Према подацима о броју становника из 2024. године насеље је имало 571 становника.